# كورنيليا كاسادي ديفيس
كورنيليا كاسادي ديفيس (بالإنجليزية: Cornelia Cassady Davis)‏ هي رسامة ومُدرسة أمريكية، ولدت في 18 ديسمبر 1870 في كليفس في الولايات المتحدة، وتوفيت في 23 ديسمبر 1920 في سينسيناتي في الولايات المتحدة.